# Зачіска

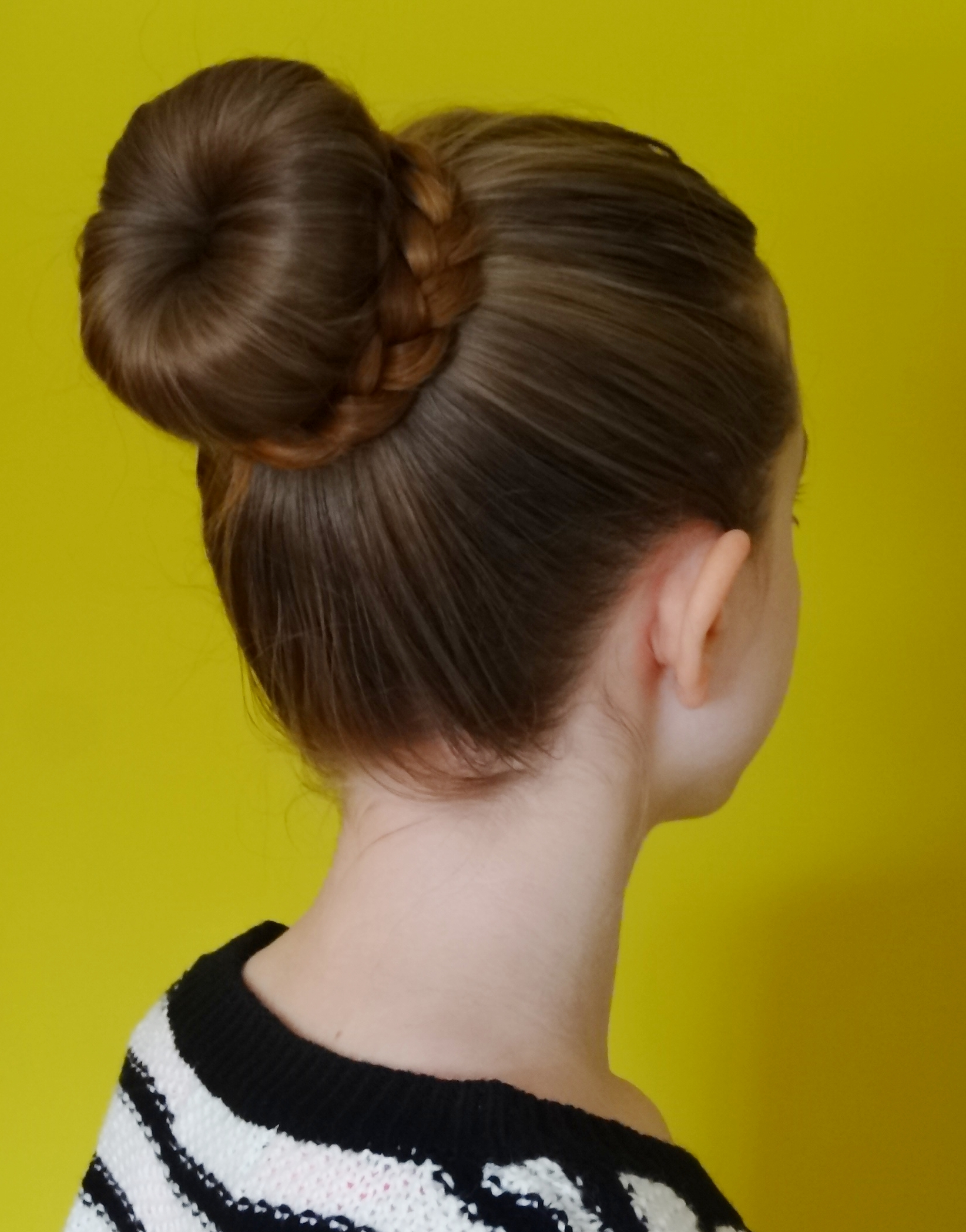

За́чіска — спосіб впорядкування волосся на голові людини, що передбачає його вкорочення, видалення, укладання, фарбування в певному стилі, а в деяких випадках — застосування спеціальних предметів або хімічних речовин. Є одним з найбільш ранніх надбань людської культури та, одночасно, засобом гігієни. В сучасному світі зачіска є одним з основних елементів моди.

## Створення зачіски
Створенню зачіски передує певна підготовка волосся. Зазвичай його миють і розчісують таким чином, щоб волосини спадали природним чином. При цьому формується роздільна лінія — проділ. В залежності від місця розташування він може бути прямий або косий, по центру голови або зі зміщенням праворуч чи ліворуч. Для простих повсякденних зачісок миття голови перед кожним укладанням волосся не обов'язкове. Після підготовки волосся стрижуть, розпушують, начісують, завивають щипцями, намащують пінкою для фіксації, сушать або обробляють іншим чином, як того потребує задум стиліста. В залежності від складності зачіски її створення може зайняти від однієї хвилини до кількох годин.

## Догляд за зачіскою
Для того, щоб зачіска довго трималася і не втрачала свого привабливого вигляду, за нею потрібно доглядати. Найлегший догляд за поголеною або коротко стриженою головою: він передбачає лише своєчасне вкорочення волосся раз на місяць або рідше, миття й легке розчісування гребінцем.
Зачіски середньої довжини потребують розчісування в певному напрямку густим гребінцем або масажною щіткою, начісування після миття для збереження об'єму тощо
Довге волосся необхідно не тільки мити, а й обов'язково заплітати. Якщо ж зачіска не передбачає плетіння, то застосовують знаряддя для фіксації або хімічні засоби: шпильки, зажими, особливі спиці, вінки, резинки, пов'язки, гелі, лак тощо. Деякі надскладні жіночі зачіски, що вигадали в минулому, взагалі не передбачали можливості відтворення власноруч. Зазвичай їх створювали для представниць вищого світу або за особливої нагоди (наприклад, перед весіллям). Власниця такої зачіски вимушена була спати сидячи.

## Типи зачісок
На форму зачіски впливають національні та релігійні традиції, соціальний статус людини, її особисті уподобання, а також фізичні особливості. Приклади зачісок:

##### за статтю

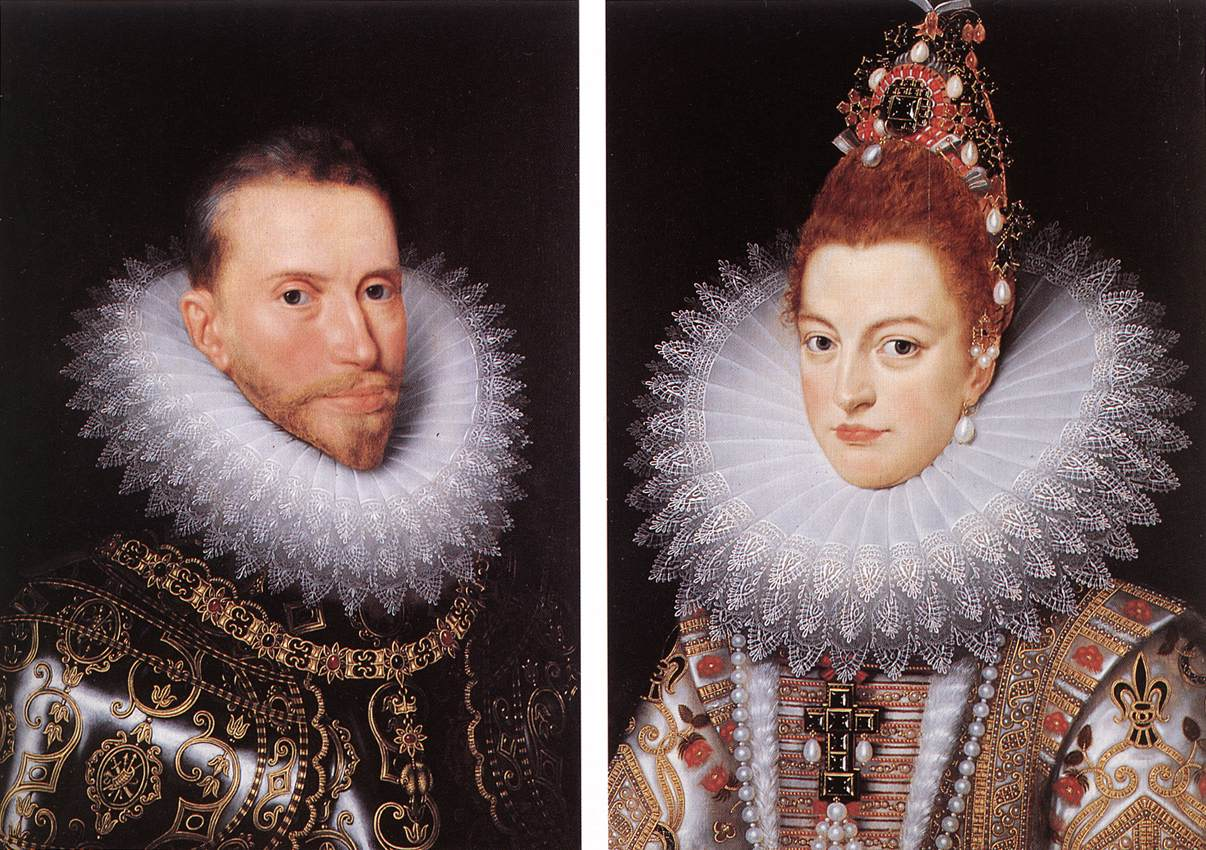

чоловічі, жіночі;

##### за віком

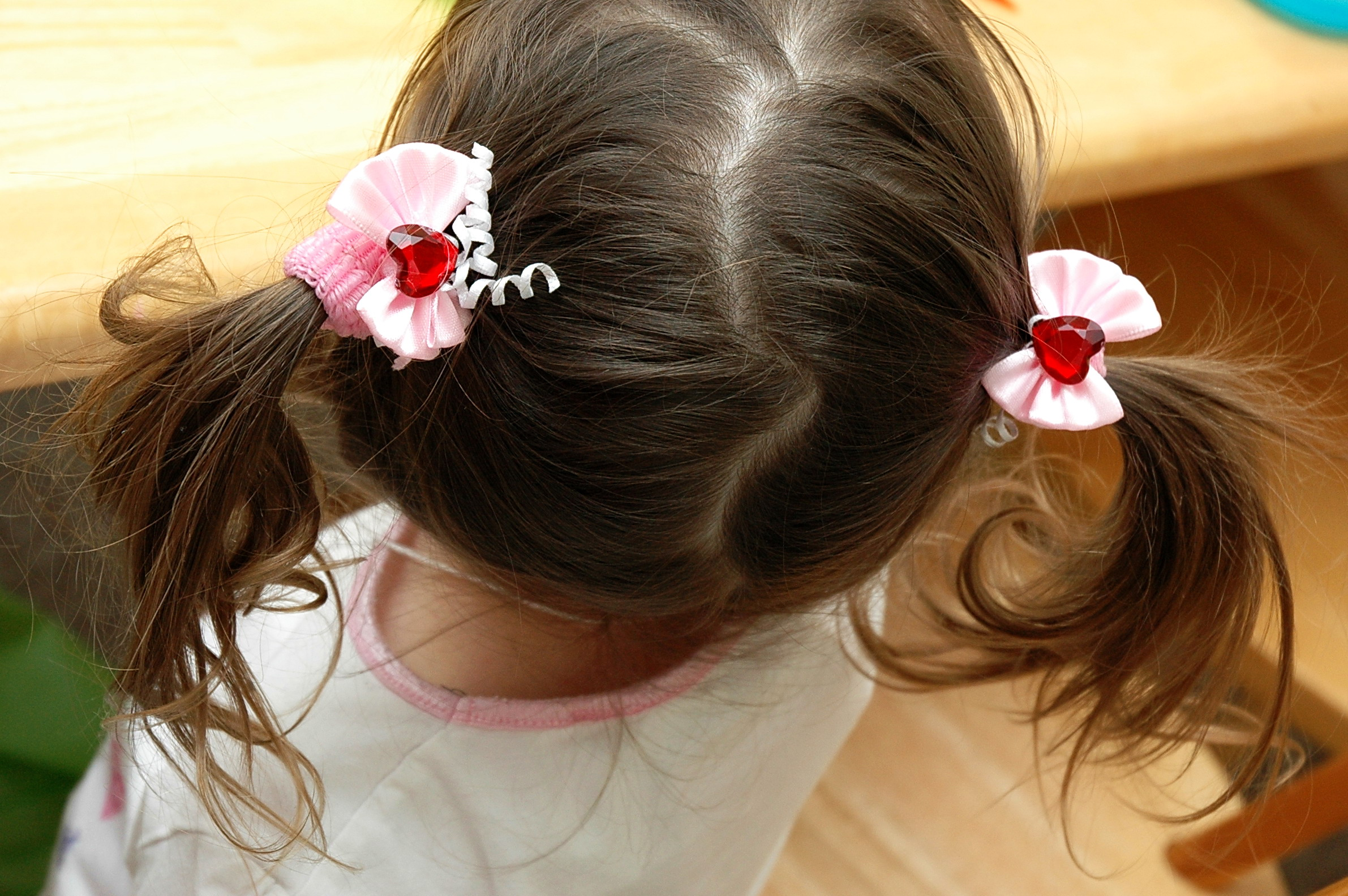
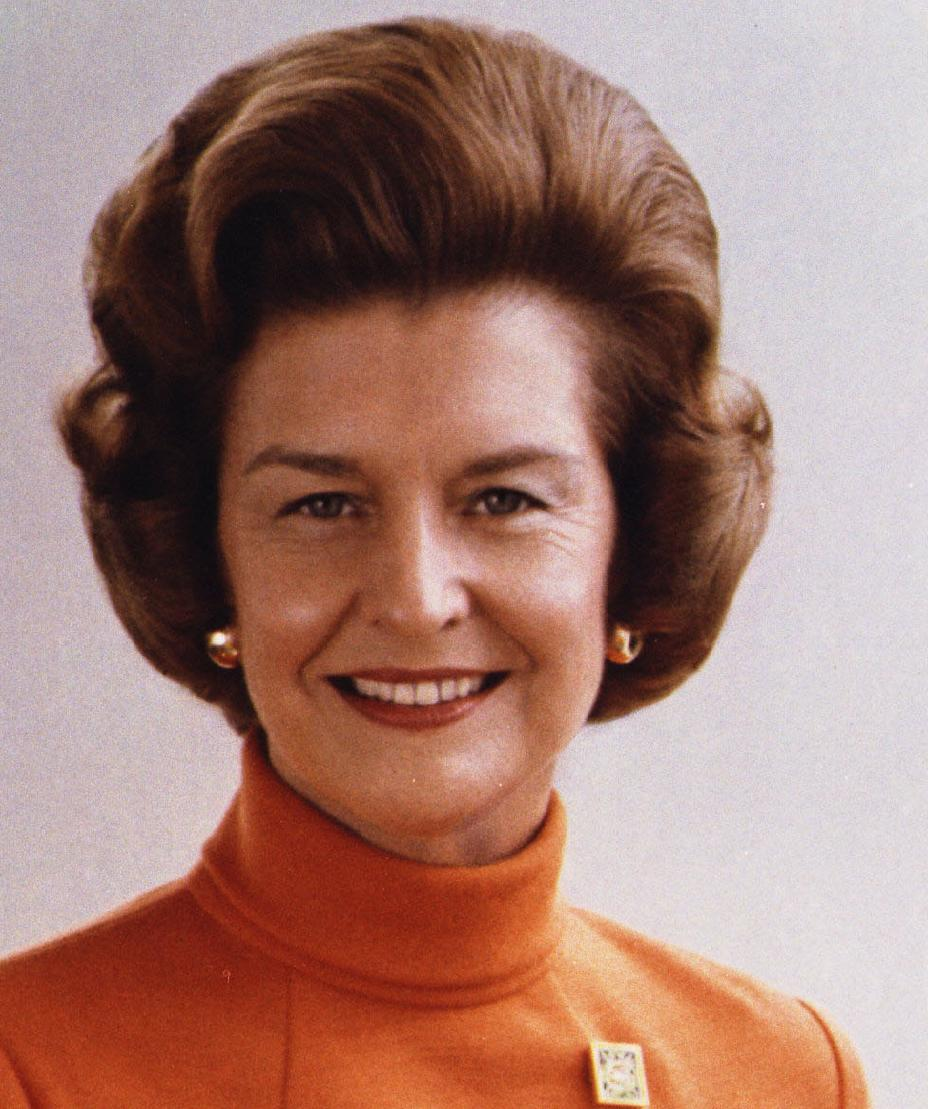

дитячі, молодіжні, старечі;

##### за довжиною волосся

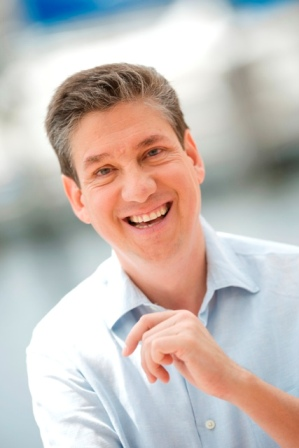
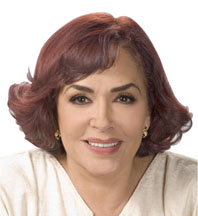
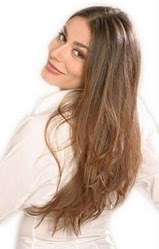

короткі, середньої довжини, довгі;

##### за способом створення
стрижка, гоління, нарощування, завивка, випрямлення, фарбування, знебарвлення, ламінування;

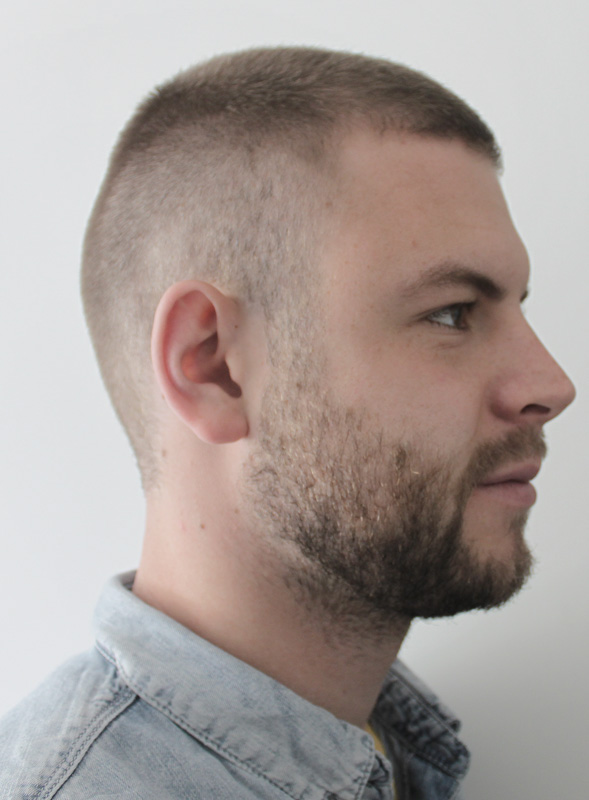
Стрижка
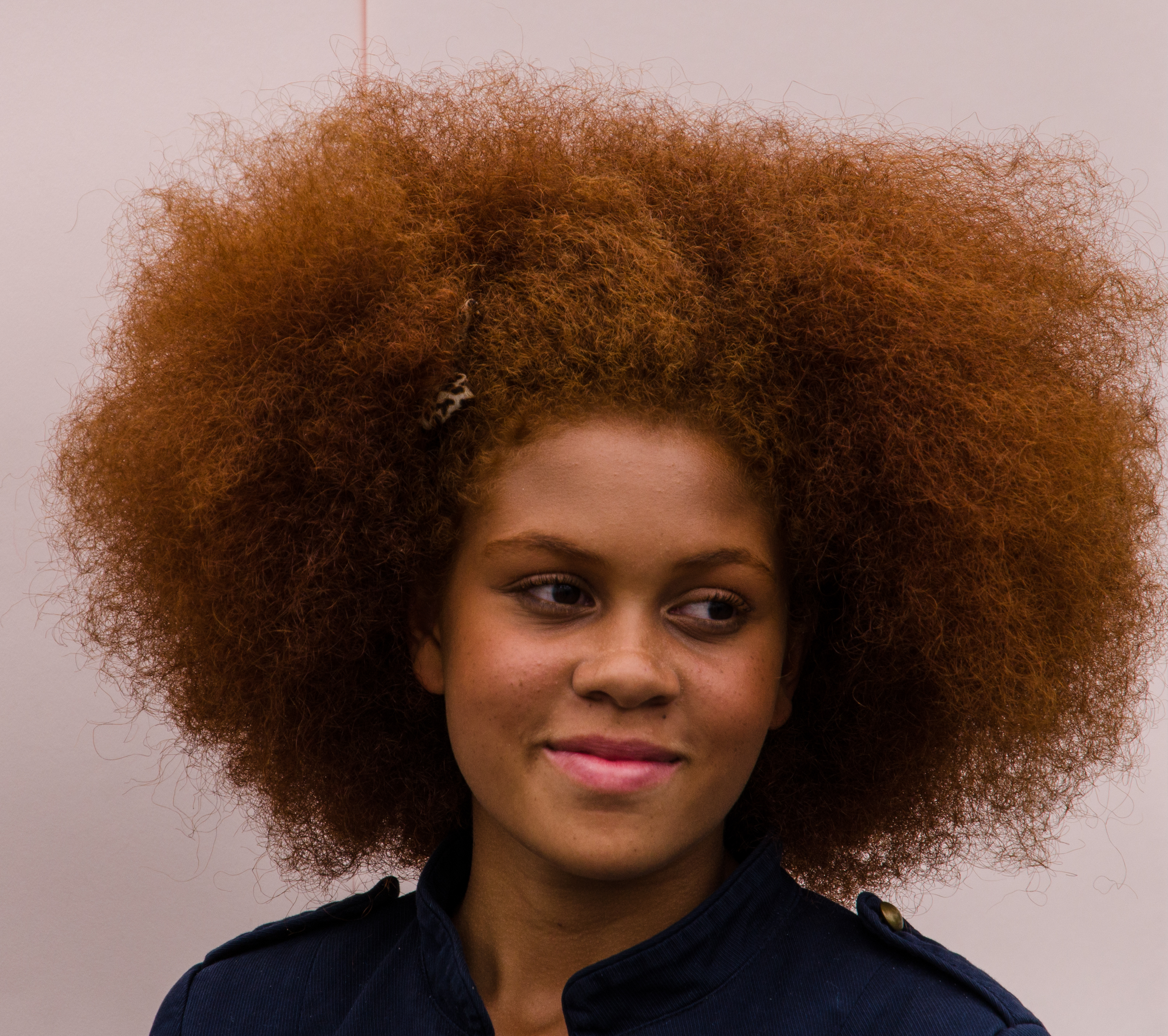
Завивка
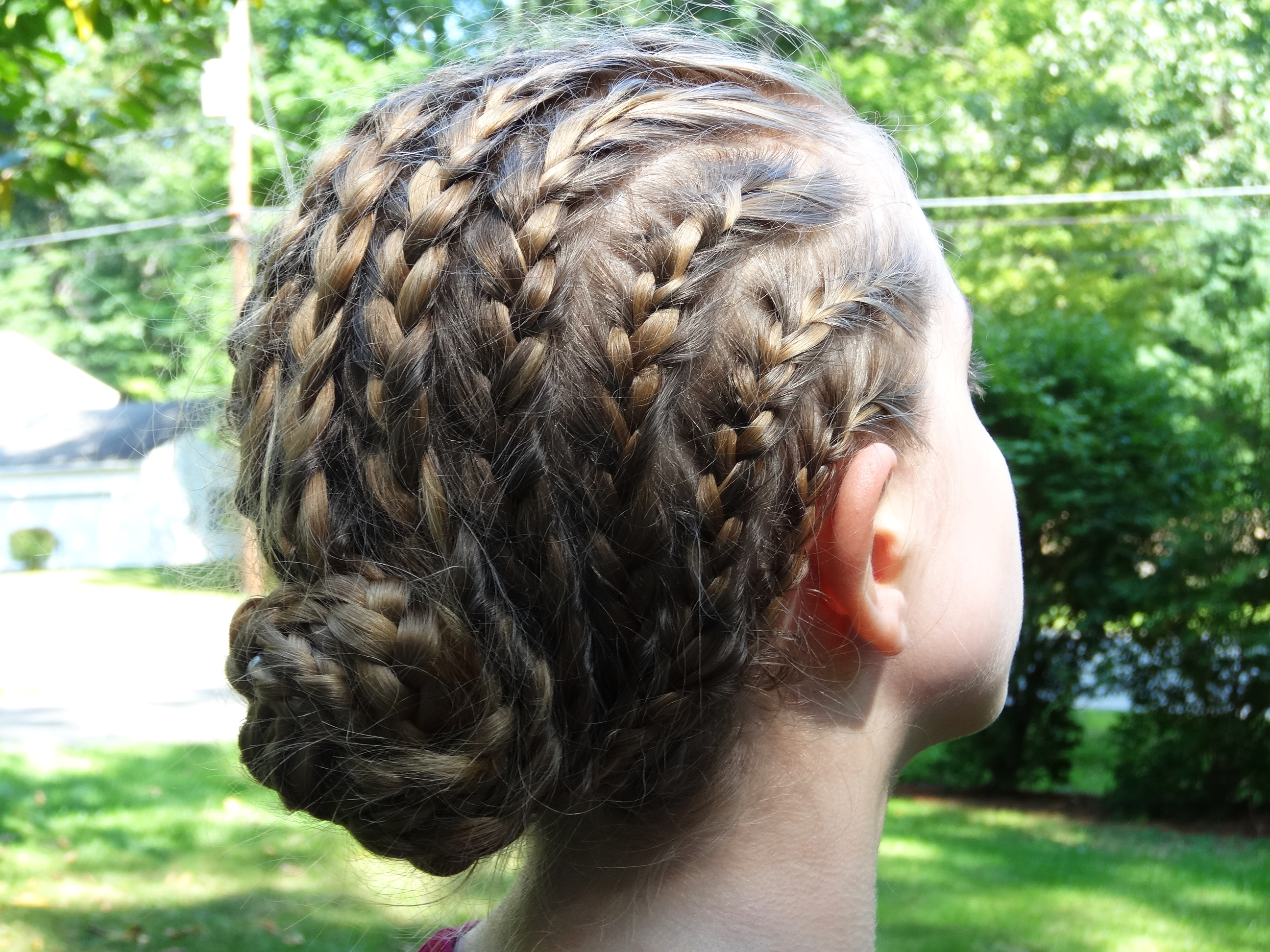
Заплітання
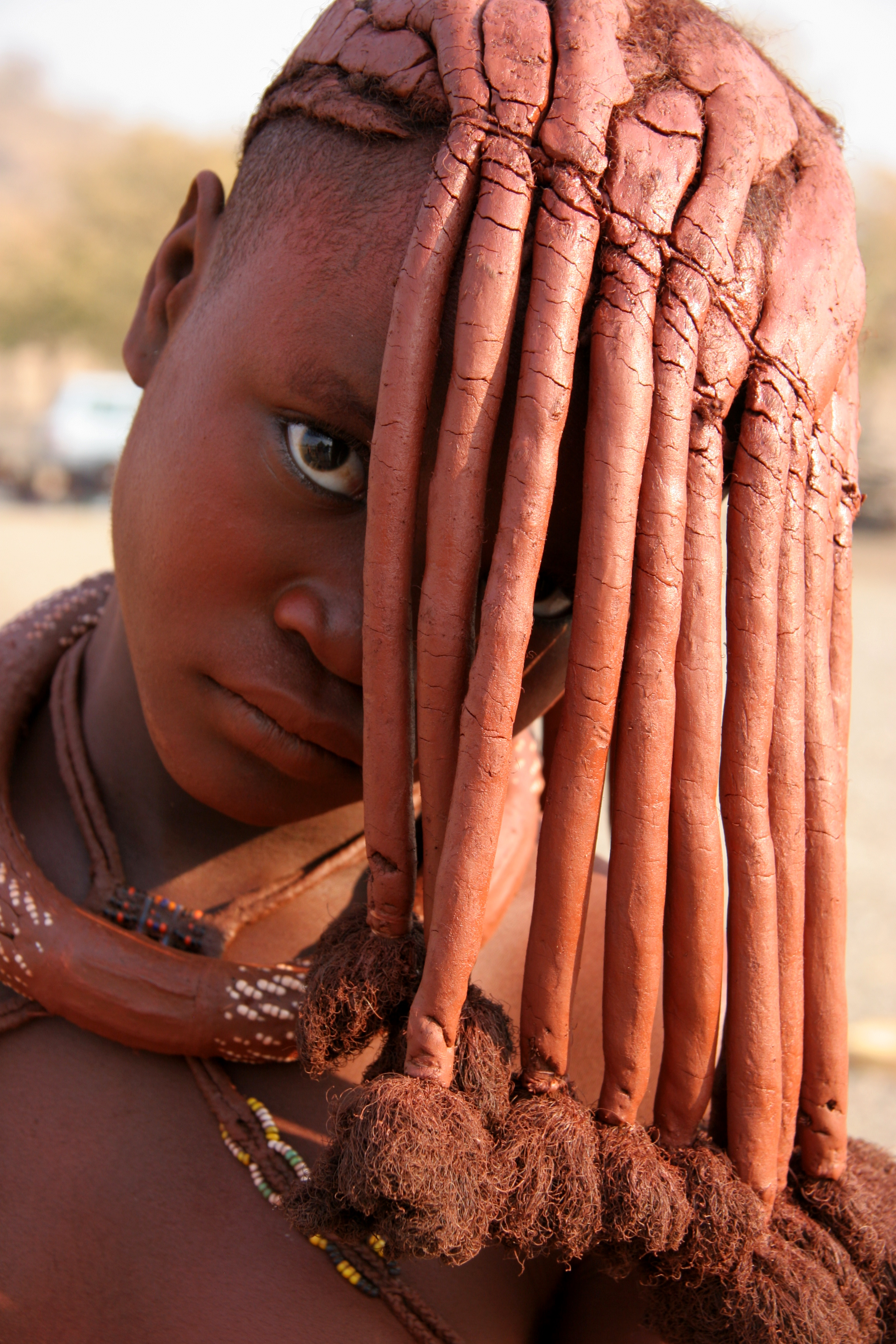
Намащення глиною

##### за застосуванням додаткових засобів
природні, з включенням сторонніх предметів, зі штучним волоссям (перуки, шиньйони);

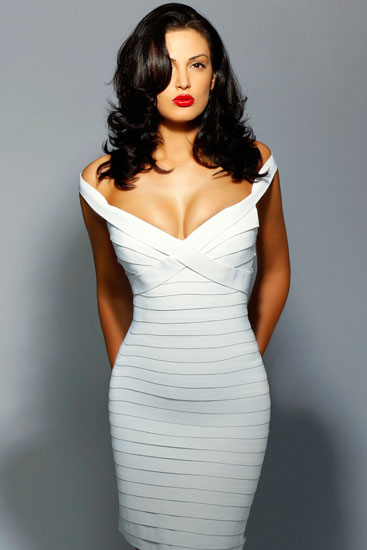
Природна зачіска без фіксації
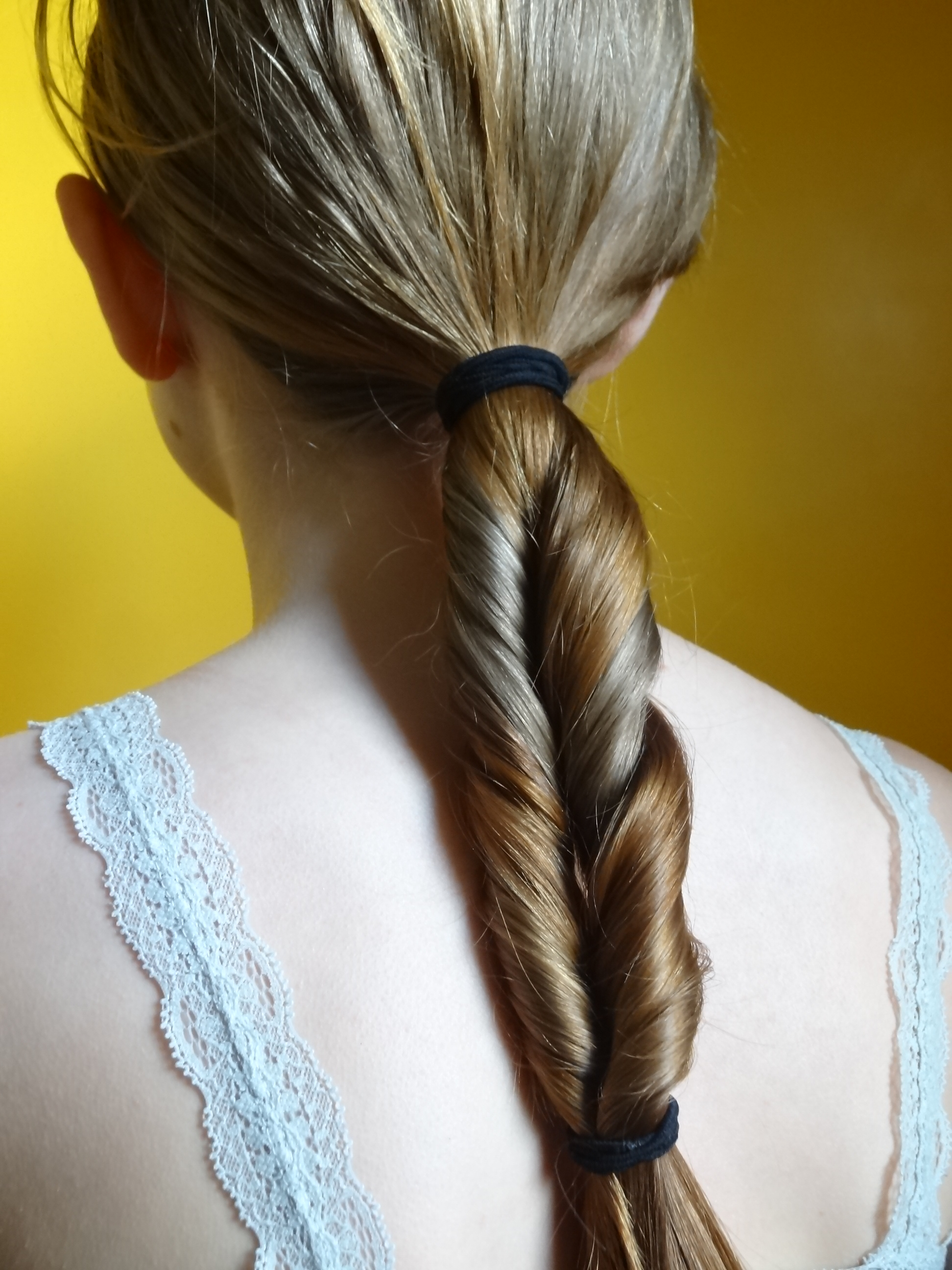
Фіксація резинками
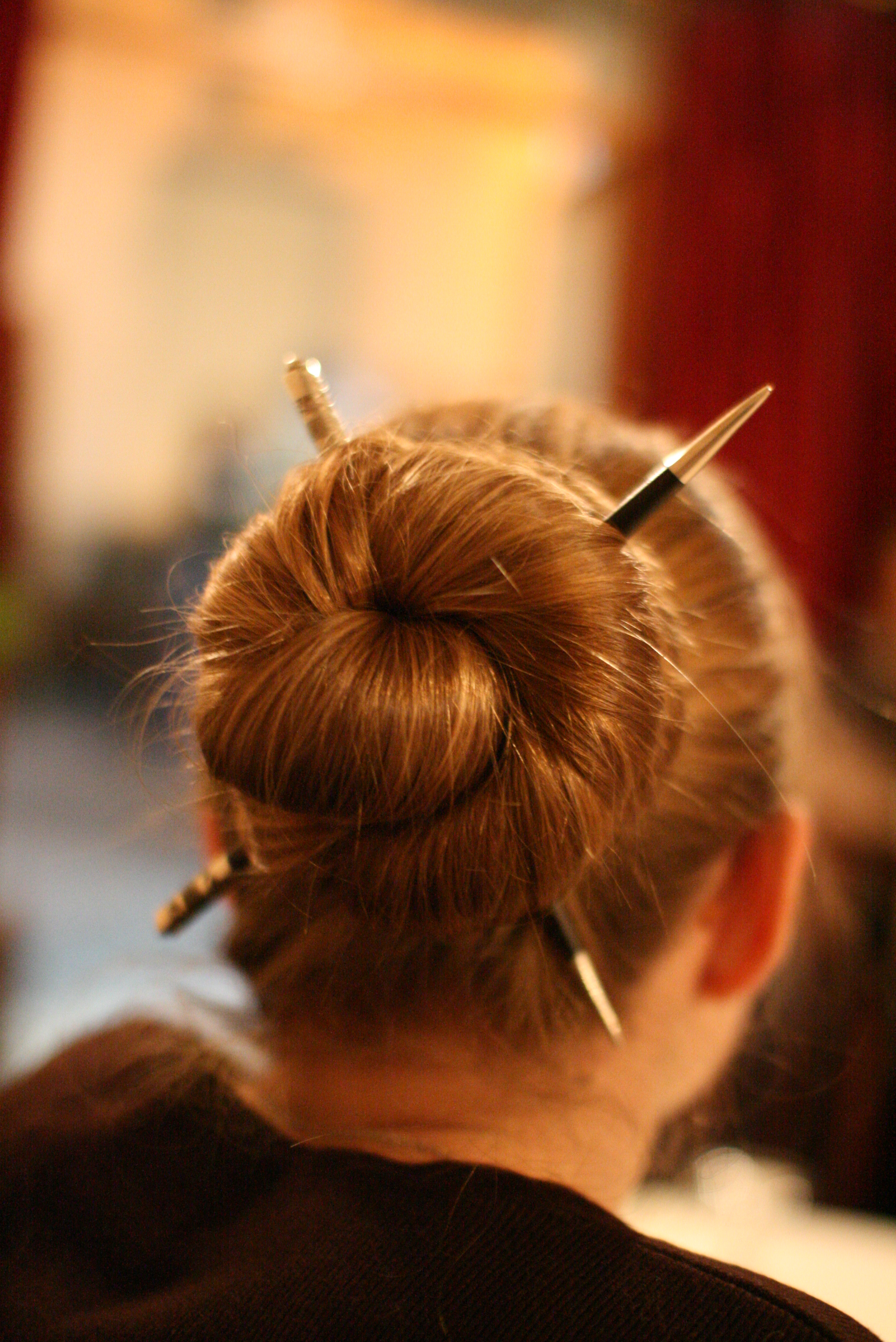
Фіксація спицями
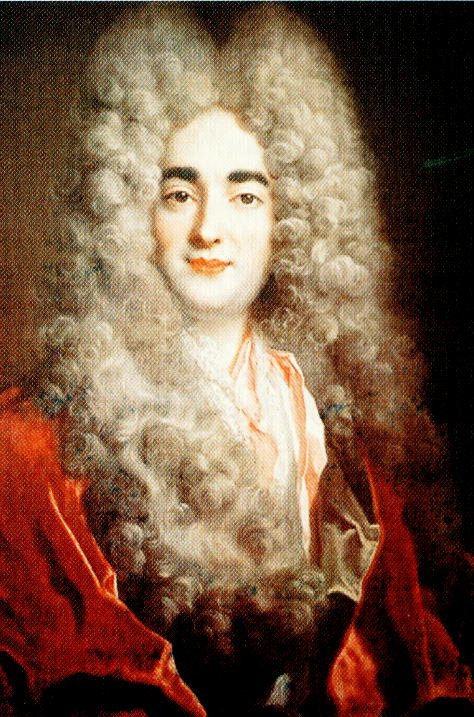
Перука алонж

##### за стилістичною відповідністю
модельні, сучасні, старомодні;

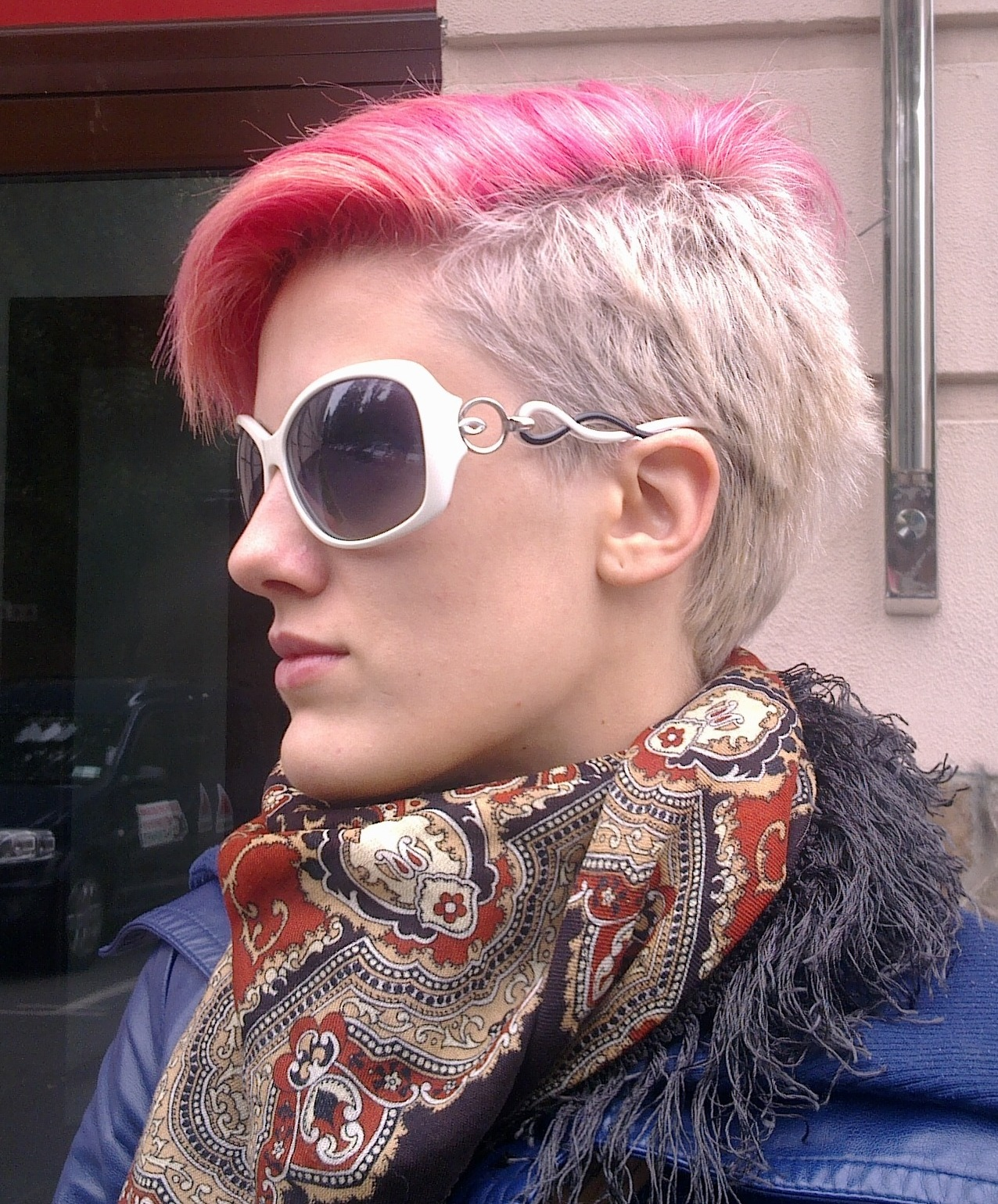
Модельна зачіска українського стиліста Олександра Гришко
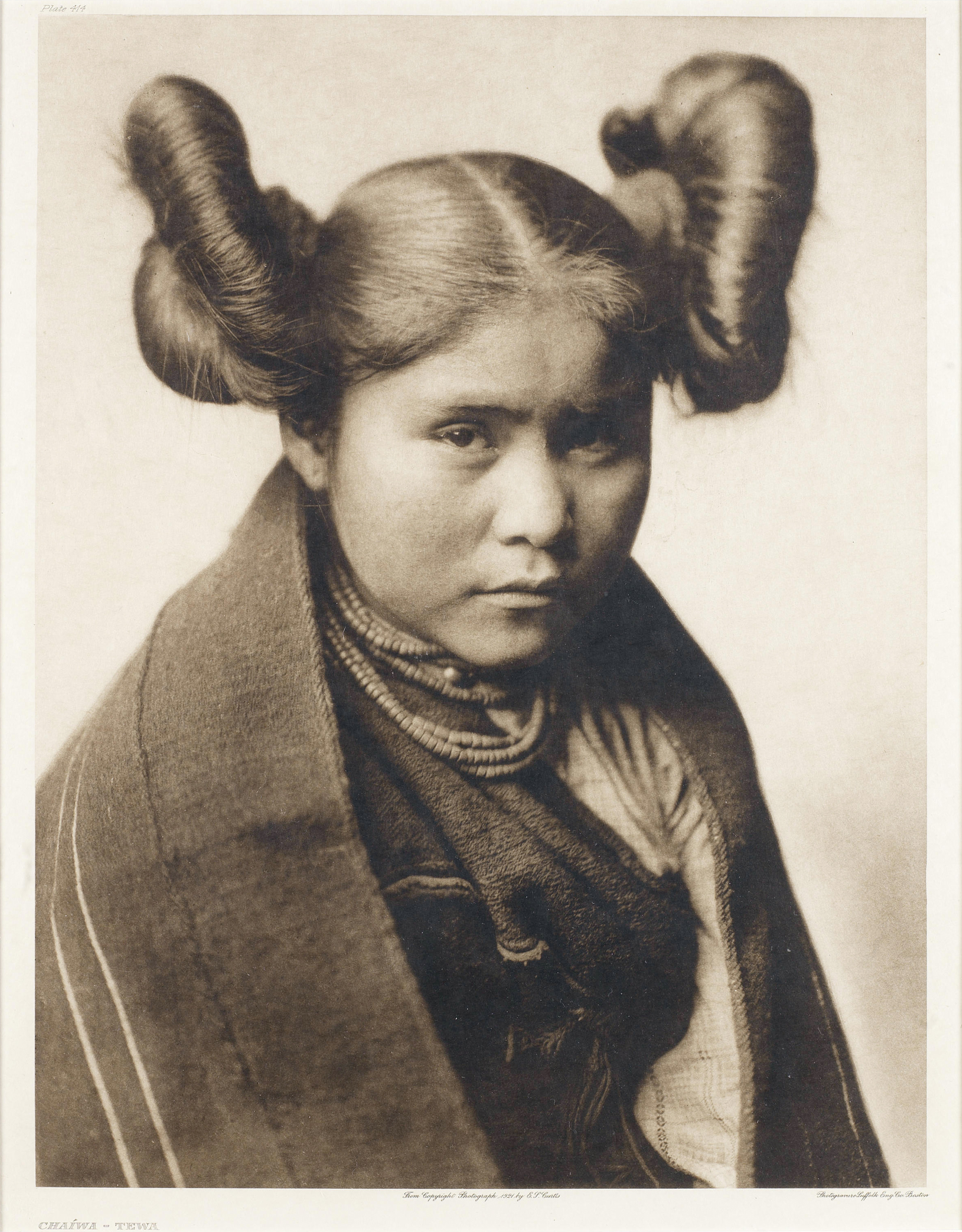
Старовинна зачіска індіанок

##### за призначенням
повсякденні, святкові, ритуальні;

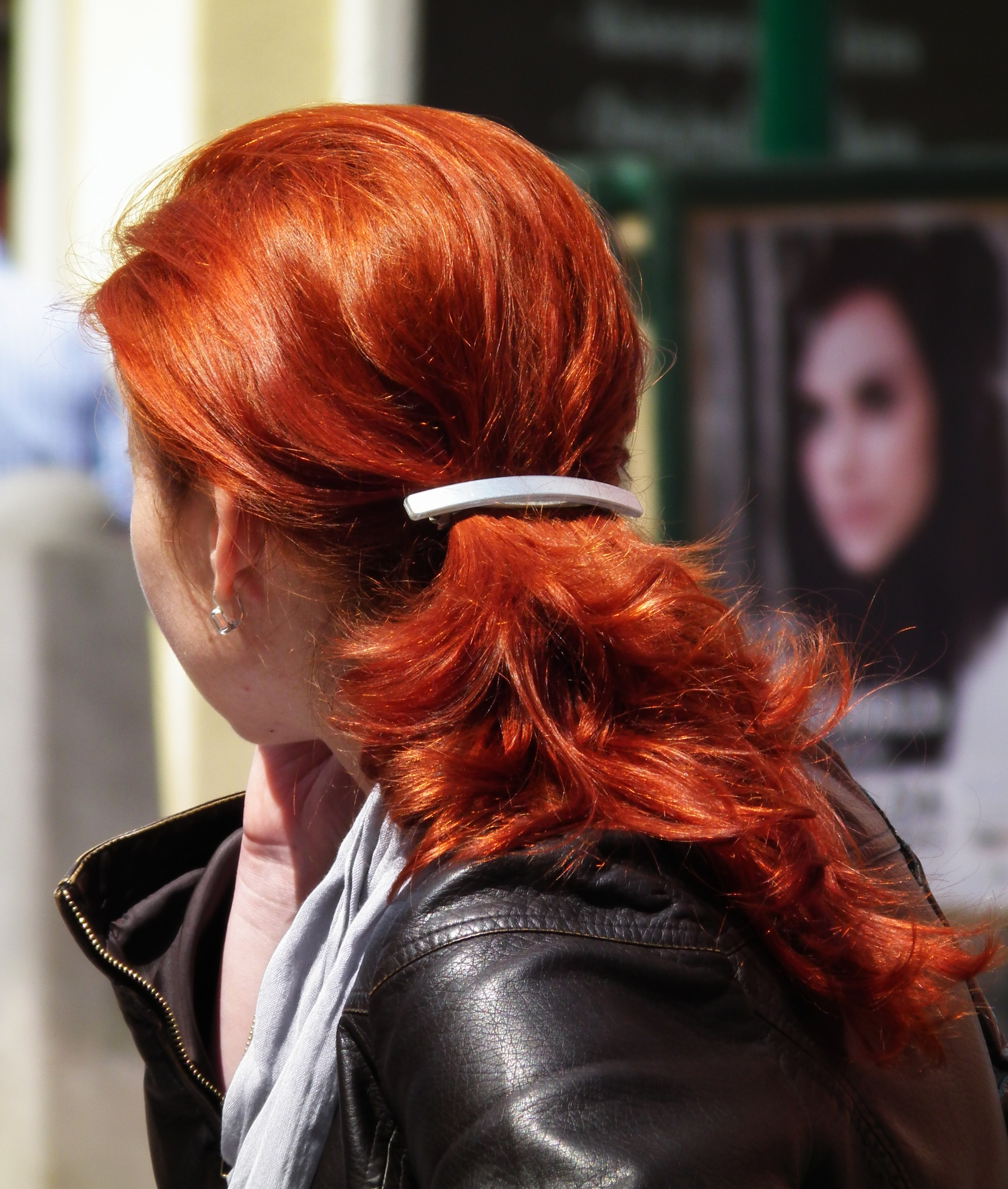
Зачіска на кожен день

##### за національними традиціями
чуприна, коса, афро та ін.;

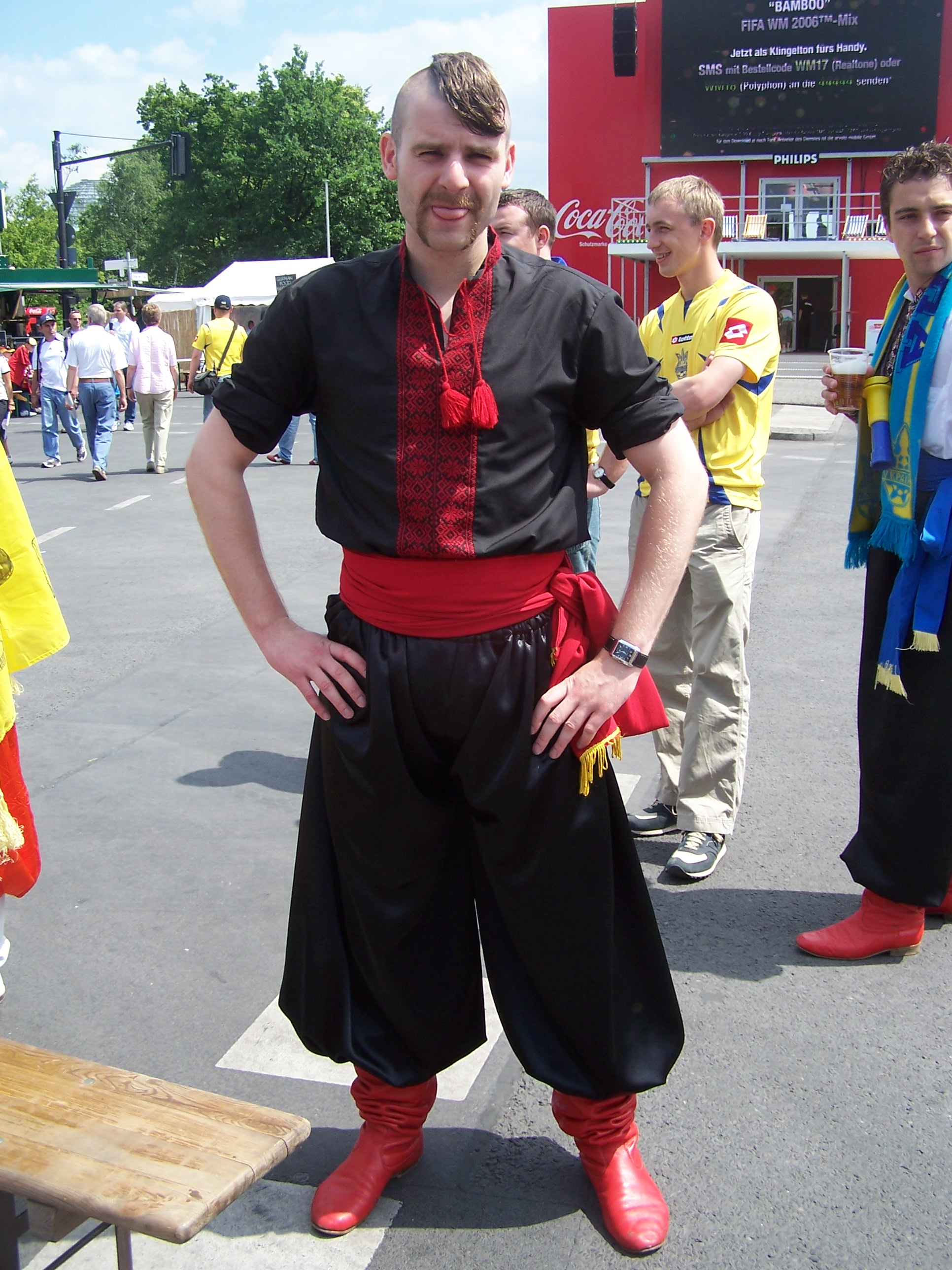
Козацька чуприна
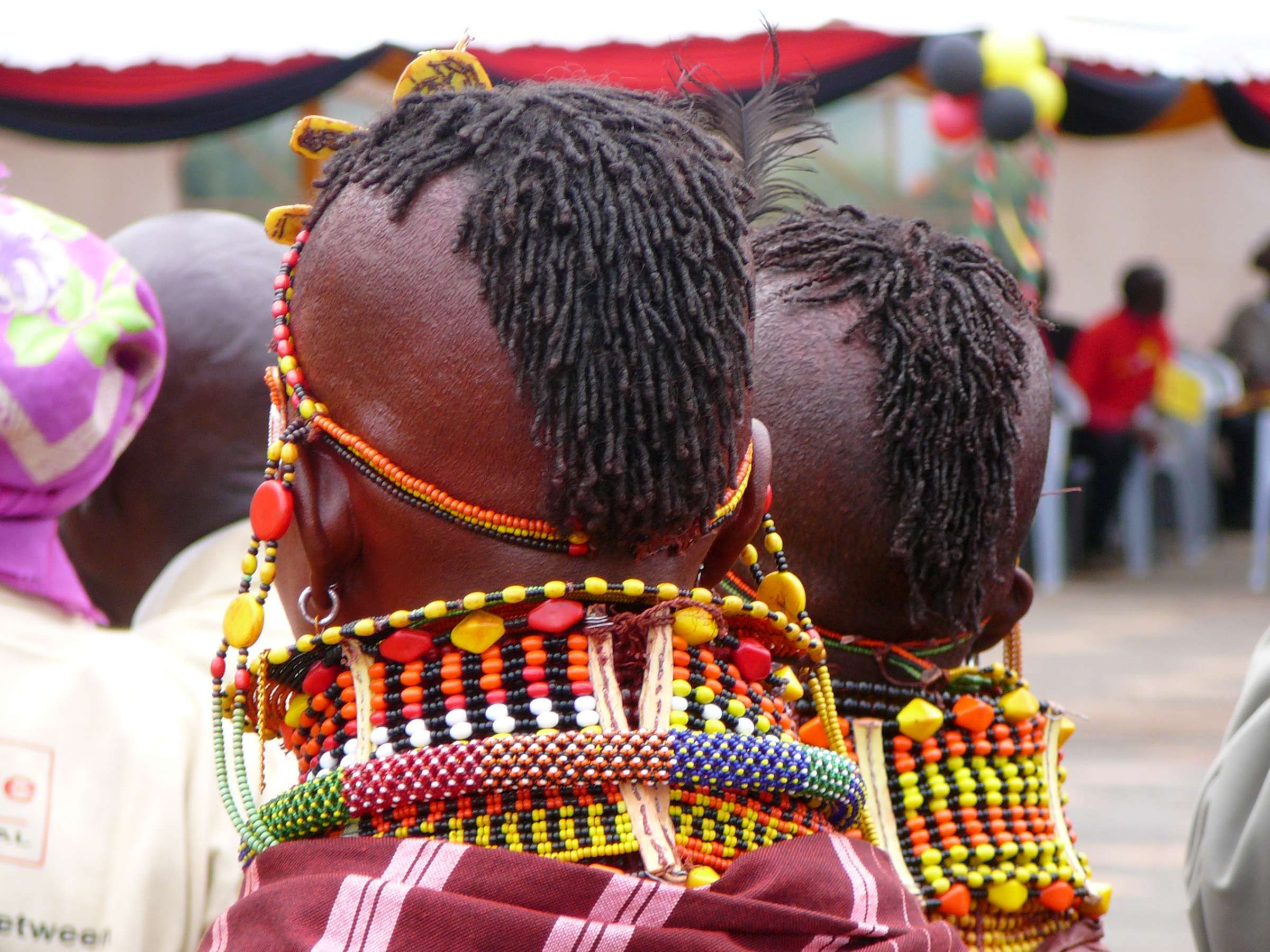
Зачіски кенійок
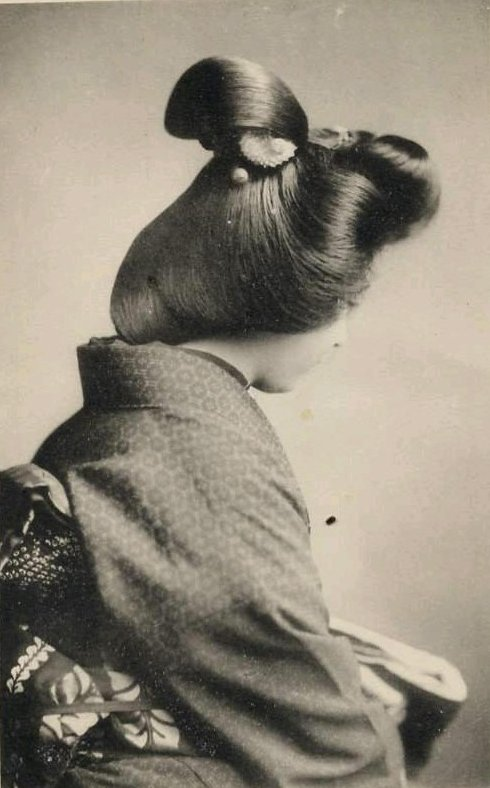
Японська зачіска ніхонгамі
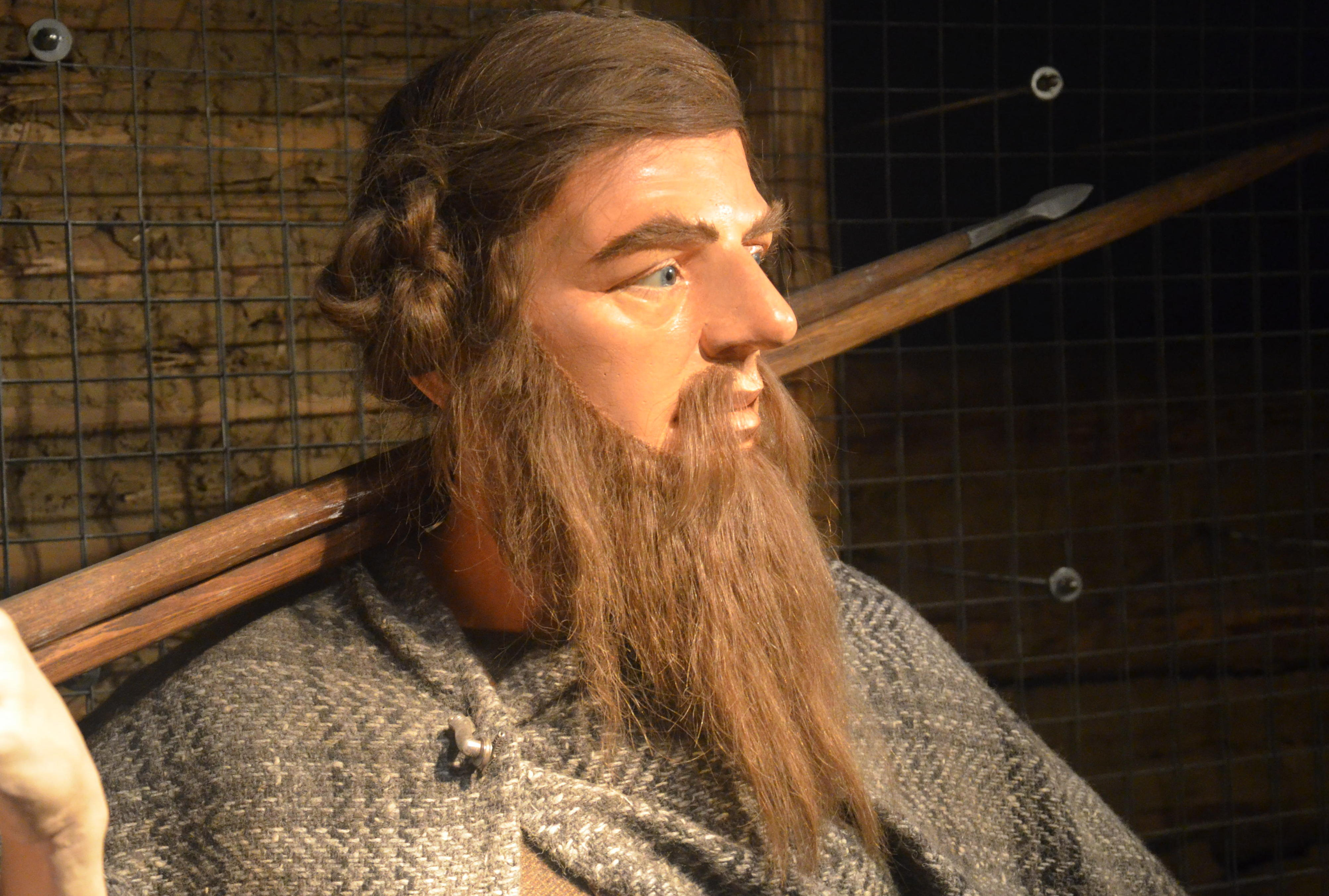
Свевський вузол

##### за релігійними традиціями
тонзура, гуменце, пейси;

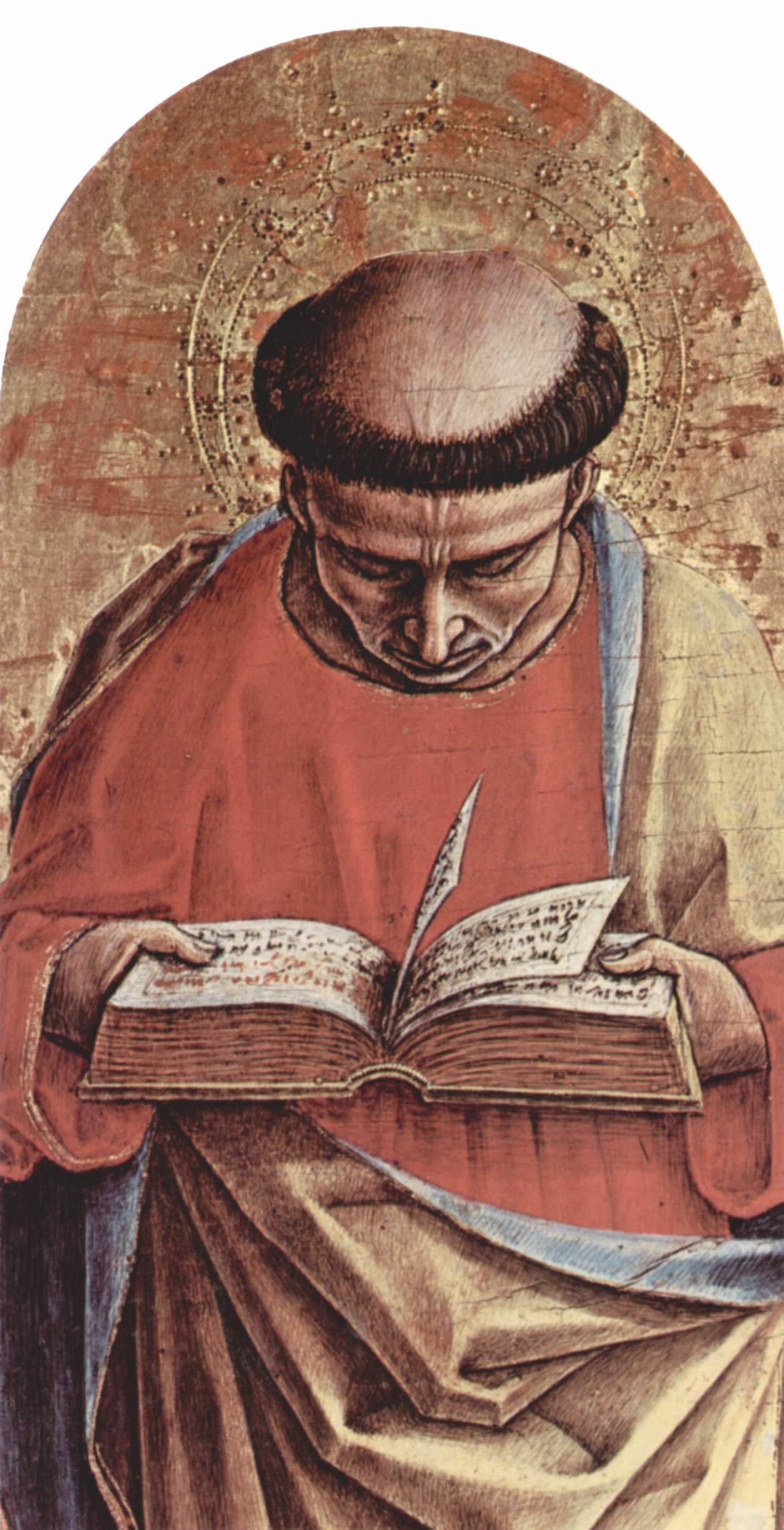
Тонзура католика
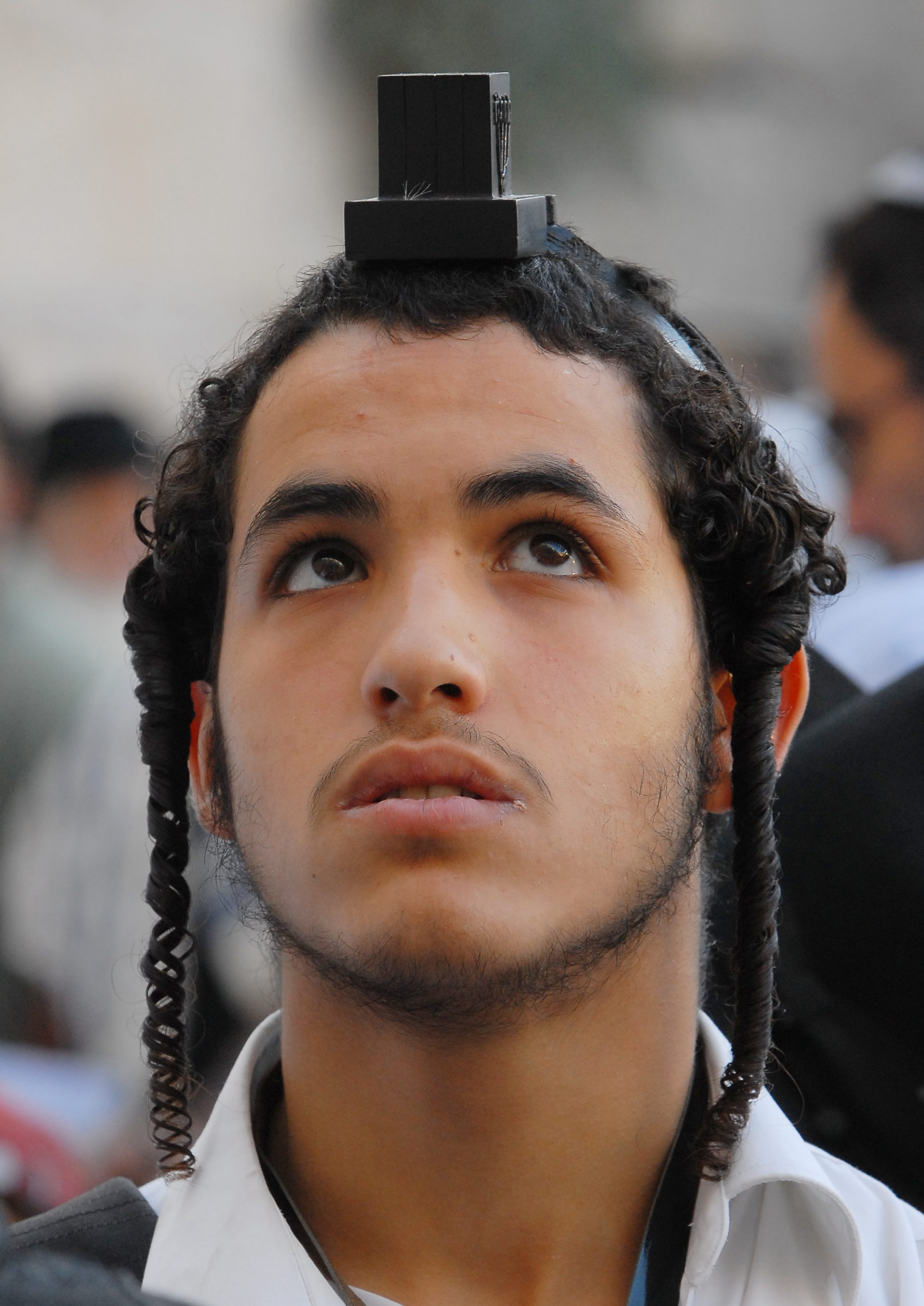
Хасид з пейсами

##### за приналежністю до певної соціальної верстви
спеціальні зачіски солдатів, в'язнів тощо

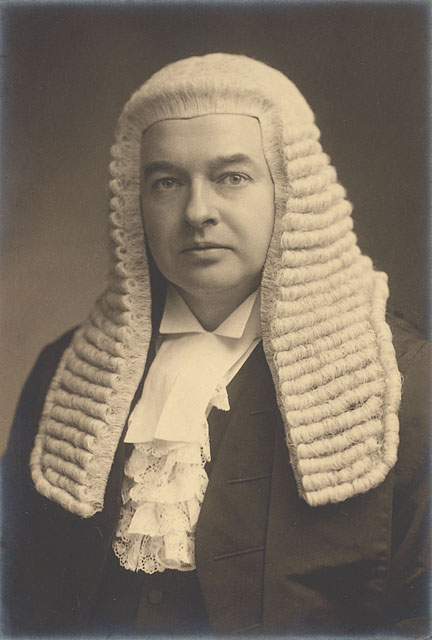
Англійський суддя у традиційній перуці
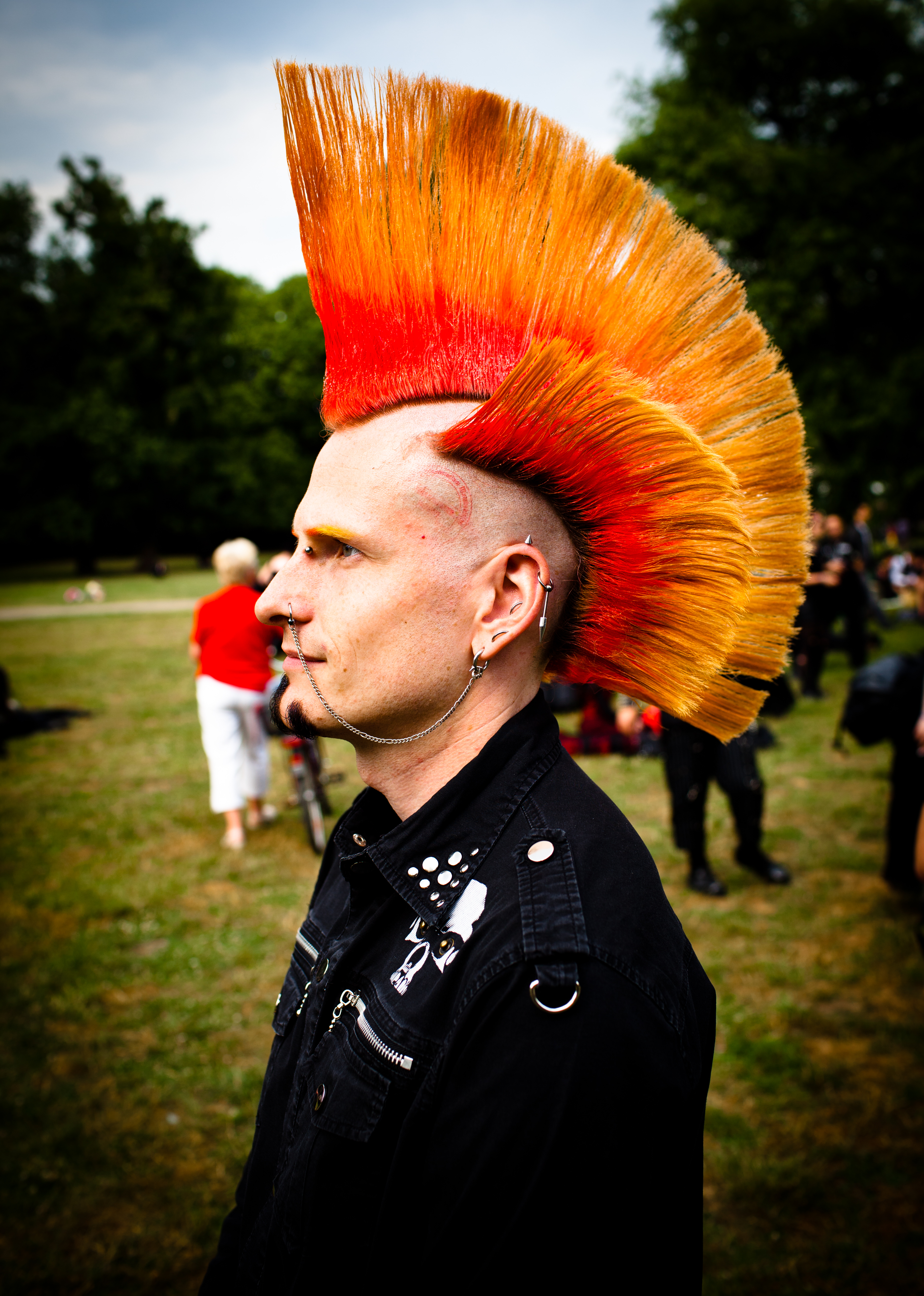
Ірокез панка

## Види зачісок

### Чоловічі
|      |
| Бурр |

|      |
| Бокс |

|                |
| Curtained hair |

|          |
| Devilock |

|          |
| Дредлоки |

|          |
| Shape-Up |

|          |
| Cornrows |

|      |
| Афро |

|             |
| Hi-top fade |

|                    |
| Duck's Ass or D.A. |

|           |
| Майданчик |

|              |
| Frosted tips |

|            |
| Ліга Плюща |

|              |
| Шипи свободи |

|                          |
| Ірокез, могавки, могікан |

|        |
| Маллет |

|                         |
| Чуб, чуприна, оселедець |

|       |
| Айдар |

|          |
| «Горщик» |

|                           |
| Кочівницька коса, бянь-фа |

|       |
| Пейси |

|          |
| Помпадур |

|       |
| Квіфф |

|               |
| Щурячий хвіст |

|                |
| Кінський хвіст |

|                  |
| Тонзура, гуменце |

|          |
| Undercut |

|       |
| Хвилі |

|             |
| Серф-локони |

|       |
| Wings |

|                                            |
| Гладко зачесане («зализане») назад волосся |

|                 |
| Свевський вузол |

- Бокс
- Напівбокс
- Їжак[en] — дуже коротка стрижка з рівномірно підстриженим волоссям
- Бобрик — стрижка, схожа на «їжак», але з пласко підстриженим волоссям у тім'яній ділянці
- «Під нуль» («нульовка», «нулівка») — стрижка волосся при самій поверхні шкіри

### Жіночі
- Асиметрія
- Афро
- Бабетта
- Боб
- Вибух на макаронній фабриці
- Гарсон
- Каре
- Каскад
- Кінський хвіст
- Коса
- Маллет
- Паж
- Піксі
- Флеттоп
- Фонтанж